# Christoph Gröpl
Christoph Gröpl (* 3. Januar 1966 in Erlangen) ist ein deutscher Rechtswissenschaftler.

## Leben
Von 1986 bis 1991 studierte Gröpl Rechtswissenschaft mit wirtschaftswissenschaftlicher Zusatzausbildung an den Universitäten Bayreuth, Genf und München. Nach der ersten Staatsprüfung absolvierte er seinen juristischen Vorbereitungsdienst in Regensburg, an der Deutschen Universität für Verwaltungswissenschaften in Speyer und an der London School of Economics and Political Science. Währenddessen wurde er bei Peter Lerche (Universität München) mit einer Dissertation über das Recht der deutschen Nachrichtendienste promoviert. 1987 wurde er Mitglied der katholischen Studentenverbindung K.D.St.V. Langobardia München zu Bayreuth. Im Anschluss an die zweite juristische Staatsprüfung arbeitete Gröpl 1994/1995 als Wissenschaftlicher Assistent an der Universität Würzburg und wechselte 1996 als Referent an das Bayerische Staatsministerium der Finanzen. Als Preisträger des Bayerischen Habilitationsförderpreises schrieb er 1998/1999 bei Udo Steiner, damals Richter des Bundesverfassungsgerichts, seine Habilitationsschrift zum Thema „Haushaltsrecht und Reform“. Im Jahr 2000 verlieh ihm die Juristische Fakultät der Universität Regensburg die Venia legendi für die Fächer „Staats- und Verwaltungsrecht, insbesondere Finanz- und Steuerrecht, sowie Verwaltungslehre“. Nach Lehrstuhlvertretungen in Erlangen und Heidelberg wurde Gröpl 2003 zum Universitätsprofessor an der Universität des Saarlandes ernannt und Inhaber des Lehrstuhls für Staats- und Verwaltungsrecht. Von 2003 bis 2010 betreute Gröpl die Arbeitsstelle Medienrecht. Seit 2010 ist Gröpl mit der Zertifikatsausbildung „Schlüsselkompetenzen für Juristen“ der Rechts- und Wirtschaftswissenschaftlichen Fakultät des Saarlandes befasst, seit 2013 als deren Leiter. 
Als Prozessbevollmächtigter von Oppositionsfraktionen im Landtag Nordrhein-Westfalen setzte Gröpl 2011 und 2013 die Nichtigkeitserklärung zweier verfassungswidriger Haushaltsgesetze durch den Verfassungsgerichtshof für das Land Nordrhein-Westfalen durch.
Im Sommersemester 2012 verbrachte Gröpl als Visiting Scholar einen Lehr- und Forschungsaufenthalt an der School of Law der Universität Exeter (England). 2013 wurde die Widmung des Lehrstuhls auf deutsches und europäisches Finanz- und Steuerrecht erweitert. Im selben Jahr lehnte Gröpl einen Ruf an die Universität Trier ab. 2016 wurde er fachlicher Leiter des Master-Fernstudiengangs Steuerrecht für die Unternehmenspraxis der Universität des Saarlandes in Kooperation mit der Technischen Universität Kaiserslautern. 
2017 erreichte Gröpl die Nichtigkeitserklärung der Rechtsgrundlagen des Landesfinanzierungsfonds für die Beamtenversorgung (Pensionsfonds) Rheinland-Pfalz vor dem Verfassungsgerichtshof Rheinland-Pfalz. Im Jahr 2021 war er Verfahrensbevollmächtigter 40 oppositioneller Abgeordneter im Hessischen Landtag, auf deren Antrag der Staatsgerichtshof des Landes Hessen das Gesetz zum Corona-Sondervermögen (Gute-Zukunft-Sicherungsgesetz) insbesondere wegen Verstoßes gegen die Vorgaben der „Schuldenbremse“ für verfassungswidrig erklärte.

## Forschungsschwerpunkte
Wissenschaftlich widmet sich Gröpl insbesondere ausgewählten Fragen des Verfassungs- und Finanzrechts (vor allem des Haushalts- und Steuerrechts), des saarländischen Landesrechts sowie sonstigen Bereichen des Staats- und Verwaltungsrechts.

## Veröffentlichungen (Auszug)
- Die Nachrichtendienste im Regelwerk der deutschen Sicherheitsverwaltung. Legitimation, Organisation und Abgrenzungsfragen (= Schriften zum öffentlichen Recht. Bd. 646). Duncker & Humblot, Berlin 1993.
- Haushaltsrecht und Reform. Dogmatik und Möglichkeiten der Fortentwicklung der Haushaltswirtschaft durch Flexibilisierung, Dezentralisierung, Budgetierung, Ökonomisierung und Fremdfinanzierung (= Jus Publicum. Bd. 67). Mohr Siebeck, Tübingen 2001.
- Staatsrecht I. Staatsgrundlagen, Staatsorganisation. Mit Einführung in das juristische Lernen. Beck, München 2008; 7. Auflage 2015.
- Landesrecht Saarland. Studienbuch [Mitautoren: Annette Guckelberger, Jürgen Wohlfarth], daraus: Verfassungsrecht, Allgemeines Verwaltungsrecht, Verwaltungsprozessrecht, und Medienrecht. Nomos, Baden-Baden, 2. Auflage 2012.
- Schritte zur Europäisierung des Haushaltsrechts. In: Der Staat. Bd. 52 (2013), S. 1–25.
- Kommentierungen der Art. 110 bis 113 GG (Haushaltsverfassungsrecht), in: Kahl/Waldhoff/Walter (Hrsg.), Bonner Kommentar zum Grundgesetz (Erstbearbeitung 2001–2003, Zweitbearbeitung 2015).
- Kommentierung des § 8 EStG (Einnahmen), in: Kirchhof/Söhn/Mellinghoff, Kommentar zum Einkommensteuergesetz (2006 und 2015).
- Kommentierungen der Art. 89 und 90 GG (Verwaltung der Bundeswasserstraßen und Bundesfernstraßen), in: Maunz/Dürig u. a., Kommentar zum Grundgesetz (2007 und 2013).
- Kommentierungen der Art. 59a–64, 98, 102–104 SVerf, in: Mitglieder des Verfassungsgerichtshofes des Saarlandes (Hrsg.): Verfassung des Saarlandes: Kommentar. Alma Mater, Saarbrücken 2009 (Onlineversion).
- Bundeshaushaltsordnung/Landeshaushaltsordnung (BHO/LHO), Staatliches Haushaltsrecht: Kommentar. Beck, München 2011.
- Grundgesetz: Studienkommentar [Mitautoren: Kay Windthorst und Christian von Coelln], Beck, München, 2. Aufl. 2015.

## Herausgeberschaften (Auszug)
- Landes- und Kommunalrechtszeitschrift für die Länder Hessen, Rheinland-Pfalz und das Saarland (LKRZ), Nomos Verlag, Baden-Baden, monatl. Erscheinungsweise, 2007–2015 (Mitherausgeber: Lars Brocker, Herbert Günther, Klaus-Ludwig Haus u. a.)
- Saarbrücker Schriften zur Rechtswissenschaft, Schriftenreihe des Verlags Alma Mater, Saarbrücken, zur Veröffentlichung ausgezeichneter juristischer Dissertationen an der Rechts- und Wirtschaftswissenschaftlichen Fakultät der Universität des Saarlandes, seit 2007 (Mitherausgeber: Mitglieder der Rechts- und Wirtschaftswissenschaftlichen Fakultät der Universität des Saarlandes, Abteilung Rechtswissenschaft).
- Saarbrücker Schriften zum Öffentlichen Recht, Schriftenreihe des Alma Mater Verlags, Saarbrücken, zur Veröffentlichung öffentlich-rechtlicher Dissertationen an der Rechts- und Wirtschaftswissenschaftlichen Fakultät der Universität des Saarlandes, seit 2009 (Mitherausgeber: Annette Guckelberger, Rudolf Wendt).
- Bundeshaushaltsordnung/Landeshaushaltsordnung (BHO/LHO), Staatliches Haushaltsrecht, Kommentar, Verlag C.H.Beck, München 2011.